# طرف لدهال (ردفان)

تعديل مصدري - تعديل

طرف لدهال هي إحدى قرى عزلة الحبيلين بمديرية ردفان التابعة لمحافظة لحج، بلغ تعداد سكانها 117 نسمة حسب تعداد اليمن لعام 2004.